# Pavia Foot Ball Club 1914-1915
Questa voce raccoglie le informazioni riguardanti il Pavia Foot Ball Club nelle competizioni ufficiali della stagione 1914-1915.

## Stagione
La stagione 1914-1915 per la giovane società è stata trionfale, il 13 settembre 1914 si è inaugurato lo Stadium con due partite tra cui Inter-Genoa (2-2), la squadra azzurroscudata viene ammessa al campionato di Promozione, equiparabile all'attuale serie cadetta, vince la fase eliminatoria a sei squadre, distanziando di 3 punti l'Atalanta e poi vince anche il girone finale sempre a sei squadre, ottenendo la promozione in Prima Categoria, nel mese di Maggio, mentre si odono i primi rombi di cannone della guerra, che porteranno alla sospensione delle attività sportive, ad una giornata dal termine, con il Pavia già promosso avendo tre punti di vantaggio sull'Ausonia Milano, quindi irraggiungibile in vetta alla classifica.

## Rosa
| N. |                   | Ruolo | Calciatore        |
| -- | ----------------- | ----- | ----------------- |
|    | Italia (bandiera) | C     | Giovanni Cattaneo |
|    | Italia (bandiera) | A     | Giuseppe Cattaneo |
|    | Italia (bandiera) | A     | Giovanni De Paoli |
|    | Italia (bandiera) | C     | Nino Ferrari      |
|    | Italia (bandiera) | C     | Luigi Fratti      |
|    | Italia (bandiera) | A     | Gariboldi         |

| N. |                   | Ruolo | Calciatore        |
| -- | ----------------- | ----- | ----------------- |
|    | Italia (bandiera) | C     | Giussani          |
|    | Italia (bandiera) | D     | Delfo Melzi       |
|    | Italia (bandiera) | P     | Angelo Pellacani  |
|    | Italia (bandiera) | D     | Edgardo Preti     |
|    | Italia (bandiera) | C     | Carlo Sfondrini   |
|    | Italia (bandiera) | D     | Arnaldo Vigorelli |

## Statistiche

### Statistiche dei giocatori
| Giocatore          | Promozione | Promozione |
| Giocatore          | Presenze   | Reti       |
| ------------------ | ---------- | ---------- |
| G. Cattaneo (dif.) | 19         | 3          |
| G. Cattaneo (att.) | 19         | 21         |
| G. De Paoli        | 17         | 7          |
| N. Ferrari         | 14         | 3          |
| L. Fratti          | 19         | 0          |
| Gariboldi          | 19         | 5          |
| Giussani           | 7          | 1          |
| D. Melzi           | 19         | 2          |
| A. Pellacani       | 19         | -16        |
| E. Preti           | 19         | 1          |
| C. Sfondrini       | 19         | 1          |
| A. Vigorelli       | 19         | 3          |